# ترايسي شمعون
ترايسي شمعون (22 أكتوبر 1960 - )؛ كاتبة ودبلوماسية وسياسية لبنانية. هي ابنة الزعيم السابق لحزب الوطنيين الأحرار داني شمعون وحفيدة الرئيس اللبناني السابق كميل شمعون. خدمت سفيرة للبنان في الأردن ما بين عامي 2017 و2020 حيث قدمت استقالتها من المنصب عقب انفجار مرفأ بيروت.

## نشأتها ودراستها
ولدت ترايسي شمعون في 22 أكتوبر 1960، لداني شمعون من زوجته الأولى باتي مورغان شمعون، وهي ممثلة وعارضة أزياء أسترالية.

## أعمالها

### مؤسسة داني شمعون
عملت ترايسي شمعون من خلال مؤسسة داني شمعون على إحياء تراث والدها داني شمعون الذي قتل في 21 أكتوبر 1990 مع زوجته الثانية «أنغريد عبد النور» (45 سنة) وطفليه طارق (7 سنوات) وجوليان (5 سنوات)، وهي مجزرة أدين بها قائد القوات اللبنانية سمير جعجع في 24 يونيو 1995. كتبت في سيرتها الذاتية «بسم الأب»، عن علاقتها مع والدها وحياته وعمله، وحكت عن تجربتها حين خطفت مع والدتها في عام 1980 في هجوم مفاجئ تعرض له حزب الوطنيين الأحرار من قبل حزب الكتائب اللبنانية تحت قيادة بشير الجميل، حليف والدها السابق. تعهدت ترايسي بالاستمرار في تذكير الناس بخفايا اغتيال والدها، حيث كتبت عن ذلك في كتابيها «دماء من السلام» (نشر من قبل لاتيس في فرنسا) و«ثمن السلم». الذي نشر بواسطه أنطوان في لبنان.

### الوصاية السورية على لبنان
تعد ترايسي من أشد منتقدي الوصاية السورية على لبنان، ووصفت استقلال لبنان بأنه «خرافي»، وقبل الاحتفال بيوم الاستقلال في عام 1990 خاطبت متسائلة: «إلى أي مدى تصدق مؤسسات الدولة بأن الشعب أعمى بحيث أنهم لا يرون بأن بلادهم بعيده عن الاستقلال؟ مثل خرافة إمبراطور بلا ملابس، بل إني أرى [الاحتفال باستقلال لبنان] تمثيلية لا يحتفل بها سوى المتملقين».[بحاجة لمصدر]

### آراؤها السياسية
تدعم ترايسي بناء ديمقراطية حديثة، وتحدثت بشكل علني ضد ما أسمته النظام السياسي الإقطاعي الذي يبرز الولاءات القبلية بشكل أكبر من الاتجاهات الأيديولوجية في السياسة. وهي من منتقدي عمها دوري شمعون رئيس حزب الوطنيين الأحرار، بسبب تحالفه مع سمير جعجع، المدان بقتل أسرتها، إلا إنها رفضت بالانخراط في نقاشات داعمة للجهات المنتقدة والمعارضة لعمها.[بحاجة لمصدر]

## مناصبها
عينت في 20 تموز 2017 سفيرة لبنان لدى الأردن، وأعلنت في 6 آب 2020 استقالتها خلال لقاء معها من بيروت بث عبر إم تي في اللبنانية، وذلك احتجاجًا على الأوضاع الداخلية في لبنان.

## ترشحها لرئاسة الجمهورية
أعلنت في 29 أغسطس 2022، عن ترشحها لانتخابات رئاسة الجمهورية اللبنانية، المقررة في 31 أكتوبر 2022، في جلسة خاصة يعقدها مجلس النواب اللبناني لانتخاب رئيس عبر التصويت في البرلمان المكون من 128 عضوًا.